# Edelweißbrauerei Farny
Die Edelweißbrauerei Oskar Farny e.K. ist eine 1833 gegründete Brauerei aus Kißlegg.

## Geschichte
Das Hofgut Farny befand sich ursprünglich im Eigentum von Konrad Kugel. Dieser erhielt 1833 von der Regierung des Königreichs Württemberg die Konzession zur Errichtung einer dinglichen Bier-Brauerei. 1856 erwarben Bibiane Farny (geb. Kugel) und Eustache Farny die Brauerei von Eltern und Geschwistern der Familie Kugel. 1983 gründete Oskar Farny die gemeinnützige Oskar und Elisabeth Farny-Stiftung.
1924 soll Wilhelm Zeitler, der damalige Braumeister der Brauerei Farny, ebenda das erste hefefreie Weizenbier gebraut haben. Die Brauerei Farny gilt deswegen als Erfinder dieses vormals als Champagnerweizen bezeichneten Kristallweizenbiers.
2001 übernahm Farny das Brauereigeschäft des Bürgerlichen Bräuhauses Ravensburg und führte dessen Marken noch eine Zeitlang weiter; produziert wurden die Biere in der erneuerten und erweiterten Anlage der Edelweißbrauerei in Dürren. Mittlerweile werden auch diese Biersorten ausschließlich unter der Marke Farny angeboten. 2008 hatte das Unternehmen 60 Mitarbeiter und vier Auszubildende.
Zusätzlich zur Bierbrauerei wurde im Dezember 2015 eine Destillerie in Betrieb genommen.
Im Februar 2025 stellte die Brauerei ein alkoholfreies Kristallweizenbier als neue Sorte vor.

## Herstellung
Das Bier wird mit einem Brauwasser aus eigener Quelle, die inzwischen Naturdenkmalstatus hat, gebraut. Des Weiteren besteht eine moderne Anlage für Reinzuchthefe. Malze und Hopfen kommen aus Tettnanger und Hallertauer Anbaugebieten.

## Sortiment
Im Sortiment befinden sich 11 Biersorten und einige Spirituosen. Es werden über 400 Gastronomiebetriebe und 350 Verkaufsstellen im süddeutschen Raum beliefert. 20 Millionen Flaschen Bier werden im Jahr produziert. Der Gesamtausstoß liegt, auch aufgrund der verschiedenen Gebindegrößen zwischen 0,33 und 0,5 Liter, bei unter 100.000 Hektolitern jährlich, womit Farny der größte Weissbier-Produzent in Baden-Württemberg ist.
Das Sortiment umfasst die folgenden Weizenbiere: Kristall-Weizen (0,33l-Version: Kristall-Pfiff), Kristall-Weizen Leicht, Kristall-Weizen Alkoholfrei, Hefe-Weizen, Hefe-Weizen Leicht, Hefe-Weizen Alkoholfrei und Alt Dürrener Weiße.
Das untergärige Sortiment umfasst: Helles 1833, Hofgutsbier, Oskar Farny – Premium Pils und Winterbier.
Zu den produzierten Spirituosen gehören: Alpen-Gin, Falken Whiskey, Alpenglüher und ein Bierbrand.

## Sonstiges
Die Brauerei ist Mitglied im Brauring, einer Kooperationsgesellschaft privater Brauereien aus Deutschland, Österreich und der Schweiz.